# Cal Peretes
Cal Peretes és una obra del municipi de Sant Cugat Sesgarrigues (Alt Penedès) inclosa en l'Inventari del Patrimoni Arquitectònic de Catalunya.

## Descripció
És un edifici situat al costat de la rectoria, a la plaça de l'Església. És una casa entre mitgeres, emplaçada en una cantonada, que té soterrani, planta baixa i pis. És coberta amb teulada a dues aigües, amb el carener perpendicular a la façana principal, i un terrat sobre un cos que adossa la casa amb la rectoria.
Exteriorment es troba tota reformada, però a l'interior encara conserva elements de l'estructura originària arquitectònicament interessants, com ara diversos arcs diafragma i alguns portals de pedra.

## Història
Sembla que Cal Peretes en el seu origen havia estat un hostal medieval. Actualment és una residència sacerdotal. La reforma practicada fa uns anys va ser dirigida per l'arquitecte Josep Bertran.